# Ptinus paulonotatus
Ptinus paulonotatus is een keversoort uit de familie klopkevers (Ptinidae). De wetenschappelijke naam van de soort werd in 1904 gepubliceerd door Maurice Pic.